# إدارة رئيس جمهورية أذربيجان
إدارة رئيس جمهورية أذربيجان - وينظم الرئيس الإدارة الرئاسية ويعين رئيسها لضمان الشروط اللازمة لممارسة السلطات الدستورية.وتعد الإدارة الرئاسية مشاريع القوانين المقدمة إلى مجلس الوزراء، والمراسيم والأوامر والطعون الصادرة عن الرئيس، فضلا عن وثائق أخرى.وتقوم الإدارة برصد تنفيذ القوانين والمراسيم والأوامر والمهام التي يقوم بها الرئيس، والتحقق منها وتقديم تقارير عنها إلى الرئيس.

## التزامات
وتزود الإدارة الرئيس بالحزب السياسي والنقابات العمالية والنقابات العمالية والنقابات العمالية في الجمهورية، وكذلك مع سلطات الدولة ومسؤولي البلدان الأجنبية والشخصيات السياسية والعامة المحلية والأجنبية والمنظمات الدولية.ويجري تحليل المعلومات المتعلقة بالعمليات الاجتماعية والاقتصادية والسياسية والقانونية التي تحدث في البلد وفي جميع أنحاء العالم، والمقترحات، واقتراحات هيئات الحكم الذاتي المحلية، والمنظمات العامة والمواطنين، وتعد التقارير ذات الصلة للرئيس.وينفذ الرئيس الإدارة العامة للإدارة.وفي عام 1995 عين رامز مهدييف رئيسا للإدارة.ويقوم قطاع الإدارة بتحليل جميع الرسائل والطعون المرسلة إلى الإدارات ذات الصلة في الإدارة أو الهيئات الحكومية الأخرى.وترد أهم المعلومات في مختلف التقارير والتقارير، وتقدم إلى الرئيس.وتقع الإدارة الرئاسية في شارع إستيغلالات في وسط باكو.المبنى الذي تقع فيه الإدارة يسمى القصر الرئاسي.
- مكتب رئيس جمهورية أذربيجان - وتتناول إدارة الشؤون الرئاسية الدعم المادي والتقني والمالي المقدم من الرئيس والإدارة.وإدارة الشؤون الإدارية ليست جزءا من الإدارة الرئاسية.

## هيكل
- رئيس إدارة جمهورية أذربيجان هو سمير نورييف.
- مساعد رئيس جمهورية أذربيجان جميلة عباسوفا
- رئيس أمانة النائب الأول لرئيس جمهورية أذربيجان التاي حسنوف
- مساعد الرئيس المعني بالسياسات الزراعية - رئيس الإدارة آزر أمريسلانوف
- زينال نجدالييف، نائب رئيس إدارة الشؤون الإقليمية والتنظيمية للرئيس
- فؤاد ألاسغاروف، مساعد رئيس قسم العمل مع هيئات إنفاذ القانون التابعة للرئيس
- مساعد موظف السياسة الخارجية الرئاسية - نوفروز مامادوف
- مساعد الرئيس للشئون الاجتماعية والسياسية علي حسنوف
- مساعد اقتصادي رئاسي - رئيس شعبة علي أسدوف
- مساعد الرئيس في السياسة الاقتصادية والصناعة - ناتيج أميروف
- والشؤون الرئاسية، وإدارة العلاقات الدولية، والتعددية الثقافية والشؤون الدينية
- رئيس أمانة الرئيس - مساعد الرئيس ديلارا سيد زاده
- السكرتير الصحفي للرئيس عازر غاسيموف
- رئيس دائرة بروتوكول الرئيس، إلشين باجيروف
- رئيس إدارة الرقابة الحكومية إلدار نورييف
- يوسف مامادالييف، رئيس قسم السياسة الشباب والرياضة
- رئيس إدارة التنمية المبتكرة والحكومة الإلكترونية
- رئيس قسم التشريع والخبرة القانونية شاهين علييف
- سليمان إسمايلوف، رئيس إدارة الشؤون التجارية والوثائق
- رئيس دائرة البحوث والتخطيط الاستراتيجي سعدات يوسفوفا
- رئيس شؤون الرئاسة أوكتاي شهبازوف